# Heteropoda procera
Heteropoda procera là một loài nhện trong họ Sparassidae.
Loài này thuộc chi Heteropoda. Heteropoda procera được Ludwig Carl Christian Koch miêu tả năm 1867.